# Bombeiros Sapadores de Coimbra
A Companhia de Bombeiros Sapadores (CBS) de Coimbra fundada em 1781 é uma unidade operacional da Câmara Municipal de Coimbra. Este corpo de bombeiros profissional tem como principal atribuição a segurança de pessoas e bens na cidade. Fá-lo através quer de acções de socorro quer de acções de prevenção. A CBS dá ainda apoio às acções da Protecção Civil podendo, quando solicitada, actuar fora do Concelho de Coimbra nomeadamente em incidentes com matérias perigosas.

## Breve Historial
- 1781. A CBS tem origem a 13 de Março deste ano (apesar de registos anteriores a esta data apontarem a existência de uma bomba pertença do Mosteiro de Santa Cruz), com o nome de Companhia das Bombas, quando a Rainha D. Maria I concedeu ao Provedor (Juiz do Povo) e aos 24 representantes do Povo de Coimbra a autorização para a aquisição de 2 bombas de incêndio.
- 1795. Neste ano fica estabelecido que quem estivesse designado ao Serviço das Bombas e depois, de ouvir o toque, não comparecesse no local das bombas ficava sujeito a uma multa. 4000 réis para o Comando e 2000 para o restante pessoal.
- 1845. Numa sessão da Câmara é decidido organizar e completar as Companhias de Bombeiros. A nomeação de um Comandante é fundamental dado ser um requisito que não possuíam.
- 1859. Neste ano, e noutra sessão de Câmara, é decidido o aumento (para 60 elementos) do número de efectivos do Corpo de Bombeiros. Mais é decidido: que um boné com as iniciais B.C. (Bombeiros de Coimbra) passe a fazer parte da indumentária dos elementos do corpo activo.
- 1890. A designação Corpo de Salvação Pública passa a oficial substituindo a anterior: Serviço de Incêndio.
- 1906. O Corpo de Salvação Pública dispunha de um Quartel Central e de 2 Estações. O Quartel situa-se na Av. Sá da Bandeira num edifício onde actualmente se encontra a Escola Primária. Este dispunha de uma Casa Escola (em madeira) para treino. Esta infra-estrutura era, à altura, bastante inovadora. Uma das Estações localizava-se na, já desaparecida, R. de Guilherme Gomes Fernandes (situada na parte alta da cidade e também conhecida por R. das Colchas). A outra no edifício da Câmara Municipal. Posteriormente existem ainda relatos da existência de 3 Estações do Corpo de Salvação Pública a funcionar em simultâneo. Uma na R. do Cego (actuais Escadas de Santiago), outra em Montes Claros e uma 3ª em Santa Clara (margem esquerda do Rio Mondego). Parada do Quartel
No piso superior situam-se:
Lado esq. as camaratas
Lado dir. a sala de convívio, o bar e o refeitório

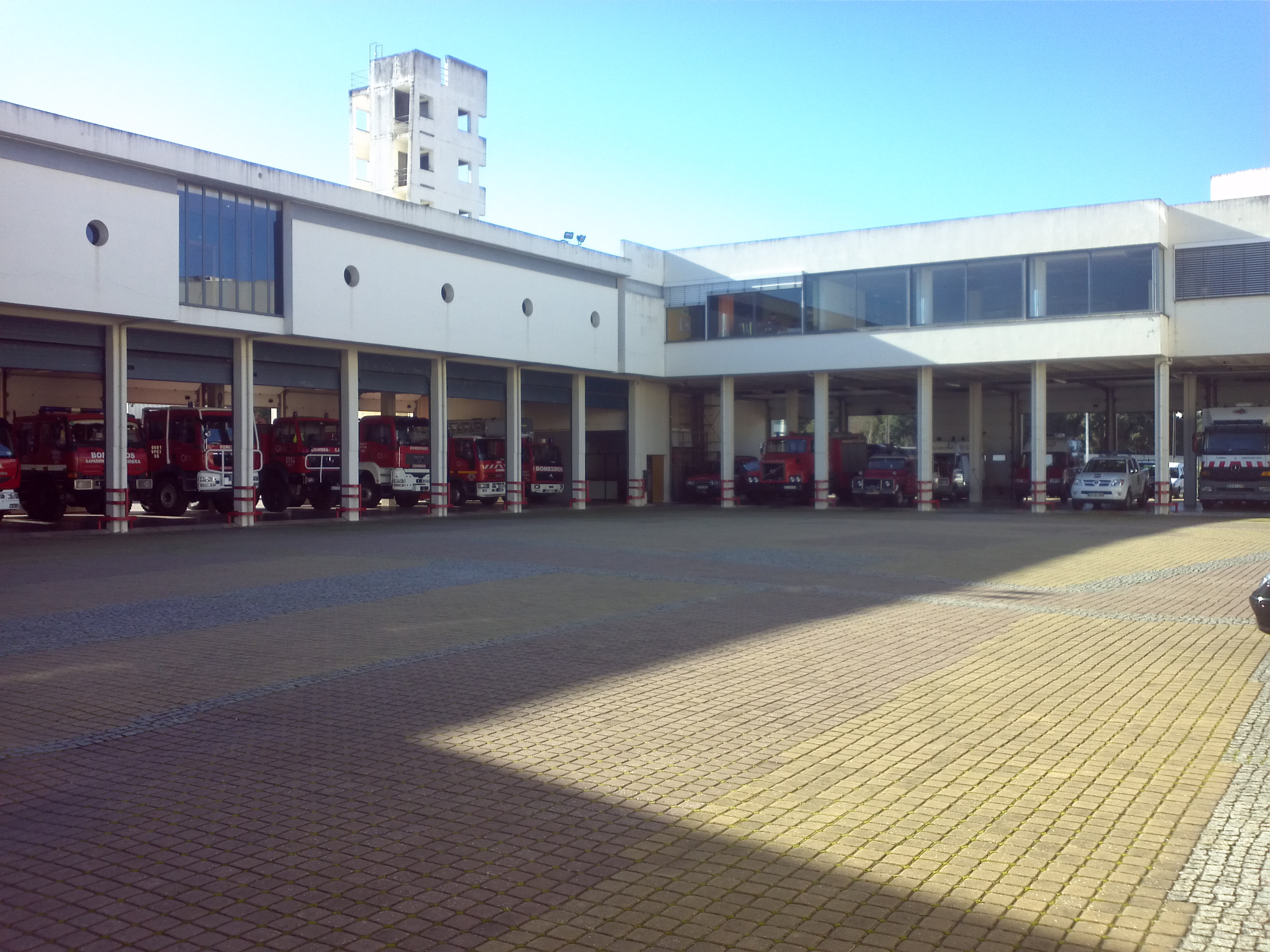
Parada do Quartel
No piso superior situam-se:
Lado esq. as camaratas
Lado dir. a sala de convívio, o bar e o refeitório

- 1910. Os Bombeiros da Inspecção de Incêndios de Coimbra (designação que veio substituir a anterior) passam a ocupar as novas instalações na Av. Sá da Bandeira. A construção limitava-se ao edifício central (Comando) hoje ocupado pela Policia Municipal. A Casa Escola e restantes anexos só serão construídos 12 anos mais tarde e a sua inauguração só acontece por altura de 1930. É nesta década que a centralização de todo o serviço é feita, nestes edifícios da Av. Sá da Bandeira, tendo a Câmara encerrado todas as Estações existentes.
- 1925. 31 de Dezembro. Os Bombeiros da Inspecção de Incêndios de Coimbra recebe o 1º carro motorizado. Até então o serviço era realizado por carros de tracção animal (mulas) que são a pouco e pouco substituídos.
- 1940. Os Bombeiros da Inspecção de Incêndios de Coimbra, que iniciaram a sua actividade com o nome de Companhia das Bombas, passando mais tarde, em 1890, a sua designação para Corpo de Salvação Pública tomam o nome de Corpo de Bombeiros Municipais.
- 1981. A Assembleia Municipal delibera, a 3 de Abril, mudar a designação de Corpo de Bombeiros Municipais para Companhia de Bombeiros Sapadores (CBS). No entanto esta situação só viria a ficar legal (por decisão ministerial) em 1987.
- 1997. Dada a exiguidade das instalações na Av. Sá da Bandeira torna-se necessário a construção de um novo Quartel. Este situa-se na Av. Dr. Mendes Silva (ao Vale das Flores) e a 1ª pedra é lançada a 4 de Julho (feriado municipal). O edifício inclui, além da óbvia zona de garagens, sala de convívio, refeitório/bar e camaratas (na foto ao lado), zona administrativa, salas de formação e zonas técnicas. Não agregada ao edifício principal existe ainda a Casa Torre para exercícios (foto abaixo).
- 1999. Neste ano dá-se a inauguração a 13 de Março (data de aniversário). No entanto a mudança já se tinha verificado antes. A 1 de Fevereiro.
- 2012. Inauguração do Centro de Treino da CBS no seu dia de aniversário. Este inclui: 1 campo de formação e treino no controlo de acidentes com matérias perigosas, 1 campo de treinos de busca e resgate em espaço urbano, 1 tanque de mergulho com 950 metros de profundidade (foto abaixo), uma rede de túneis com poço para treino de busca e resgate em ambientes confinados e ainda 1 edifício de apoio. É considerado um centro “único” no país.[1][2]

## Áreas de intervenção

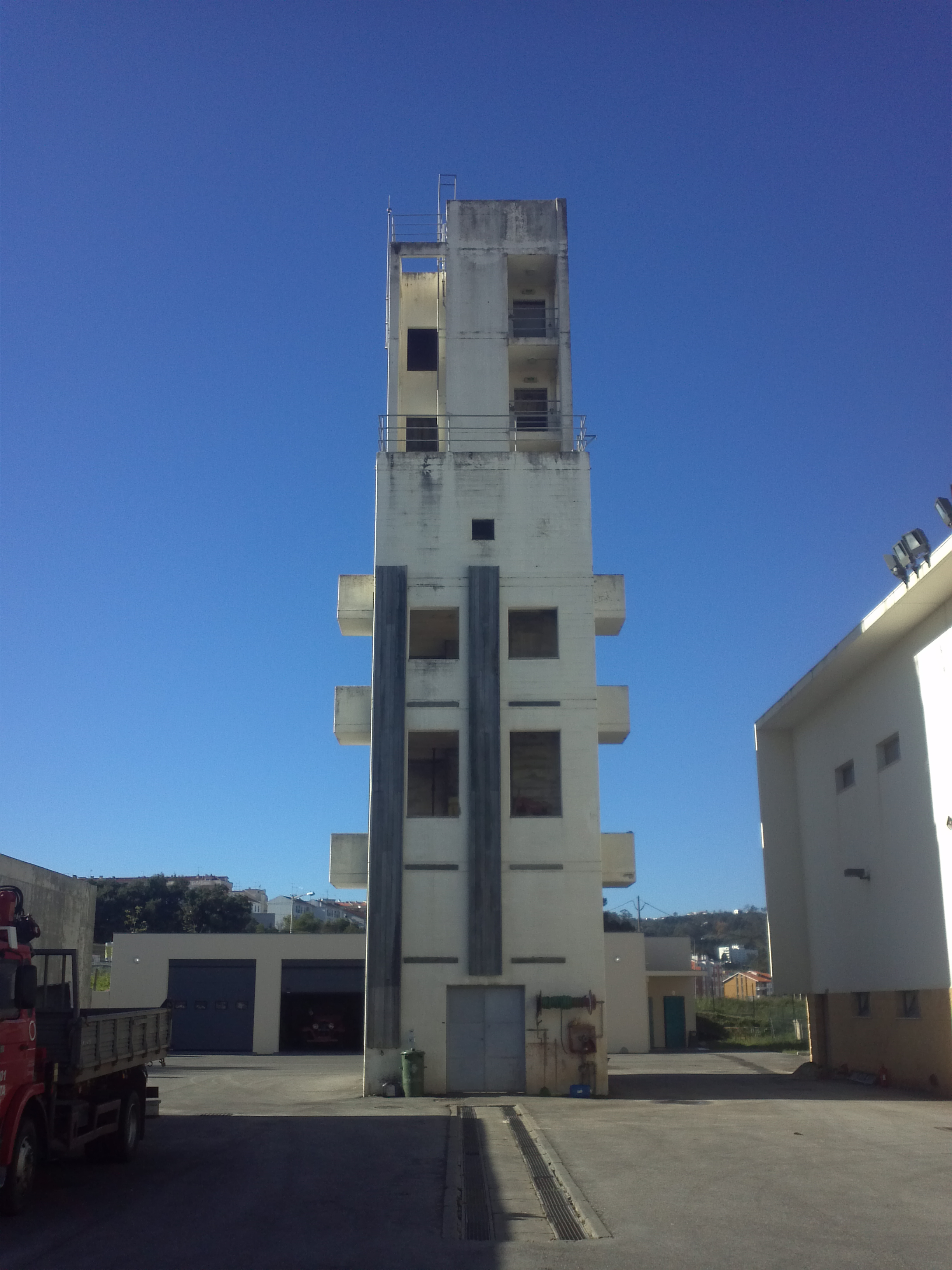
Casa Torre para exercícios

A CBS está preparada para dar resposta nas seguintes áreas de risco:
- Incêndios Urbanos, Florestais e Industriais
- Acidentes Rodoviários e Ferroviários
- Acidentes em Meio Aquático
- Incidentes com Matérias Perigosas
- Inundações, Sismos e Tempestades
- Salvamento em Grande Ângulo
- Resgate em Estruturas Colapsadas
- Evacuação Pré-Hospitalar e
- Pequenos Socorros

## Organização
A CBS está organizada basicamente da seguinte maneira:
- Comando;
- Secção Técnica e de Instrução;
- Secção de Logística: Secretaria, Armazéns e
- 4 Piquetes (Cada piquete, de +- 25 bombeiros, faz um turno de 12h - das 9h às 21h ou das 21h às 9h. Se o piquete fizer o turno diurno tem 24h de descanso, se fizer o turno nocturno tem 48h de descanso).

## Corpo activo

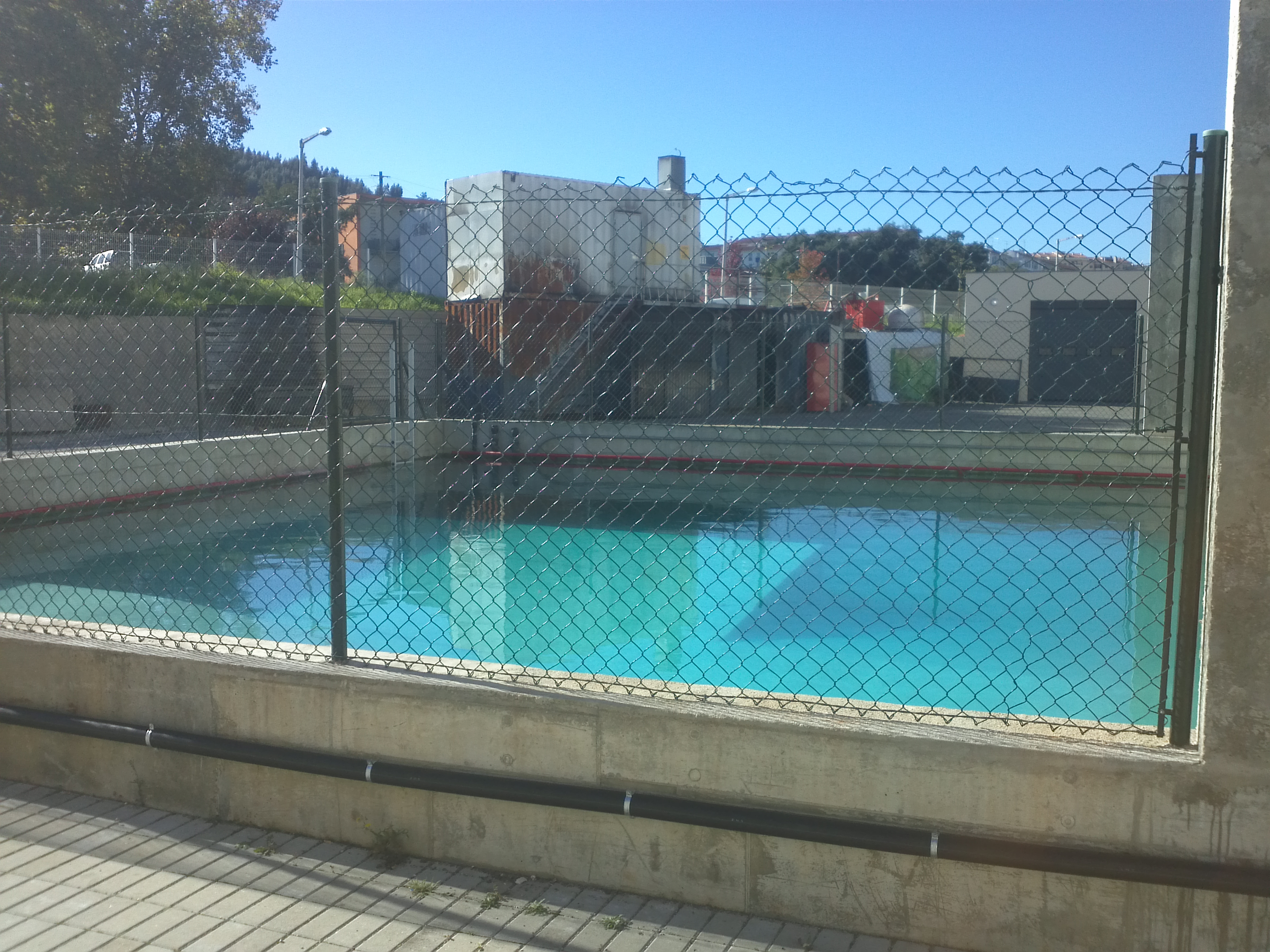
Tanque para treino de mergulho

O corpo activo da CBS é composto, actualmente, por cerca de 100 elementos divididos pelas seguintes categorias:
- Comandante: 1
- Chefe Ajudante: 0
- Chefe Principal: 0
- Chefe de 1ª Classe: 1
- Chefe de 2ª Classe: 1
- SubChefe Principal: 8
- SubChefe 1ª Classe: 19
- SubChefe 2ª Classe: 37
- Sapador Bombeiro: 40

## Meios operacionais
A CBS possui mais de 30 viaturas ao seu serviço. Segue-se a lista:
Emergência Médica

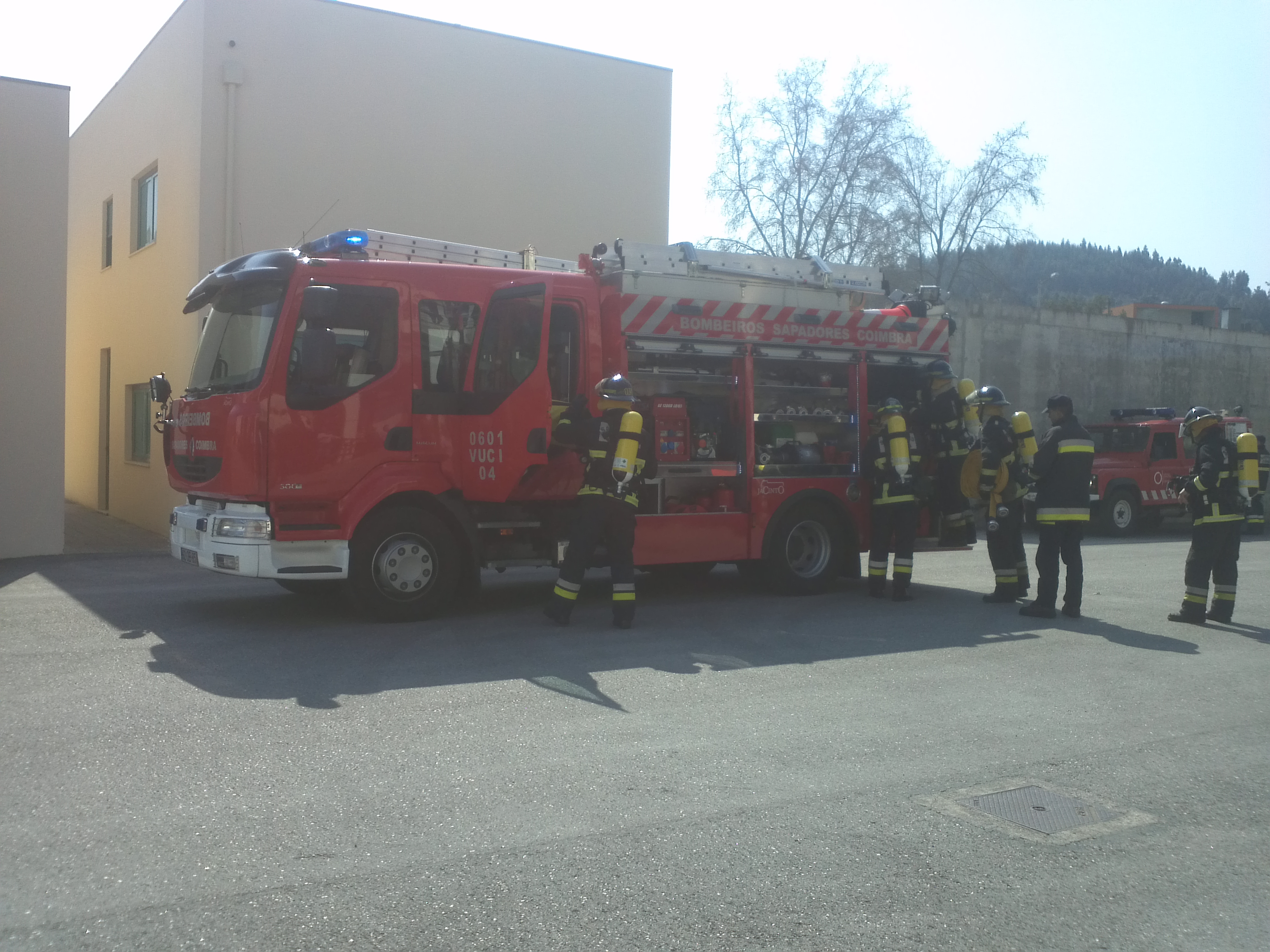
233º Aniversário (2014) - Simulacro

- 4 ABSC (Ambulância de Socorro - duas são pertença do INEM)

Comando
- 2 VCOT (Veículo de Comando Táctico)
- 1 VCOC (Veículo de Comando e Comunicações)

Incêndio
- 4 VLCI (Veículo Ligeiro de Combate a Incêndios - 2 são urbanos)
- 2 VUCI (Veículo Urbano de Combate a Incêndios) 233º Aniversário (2014) - Simulacro

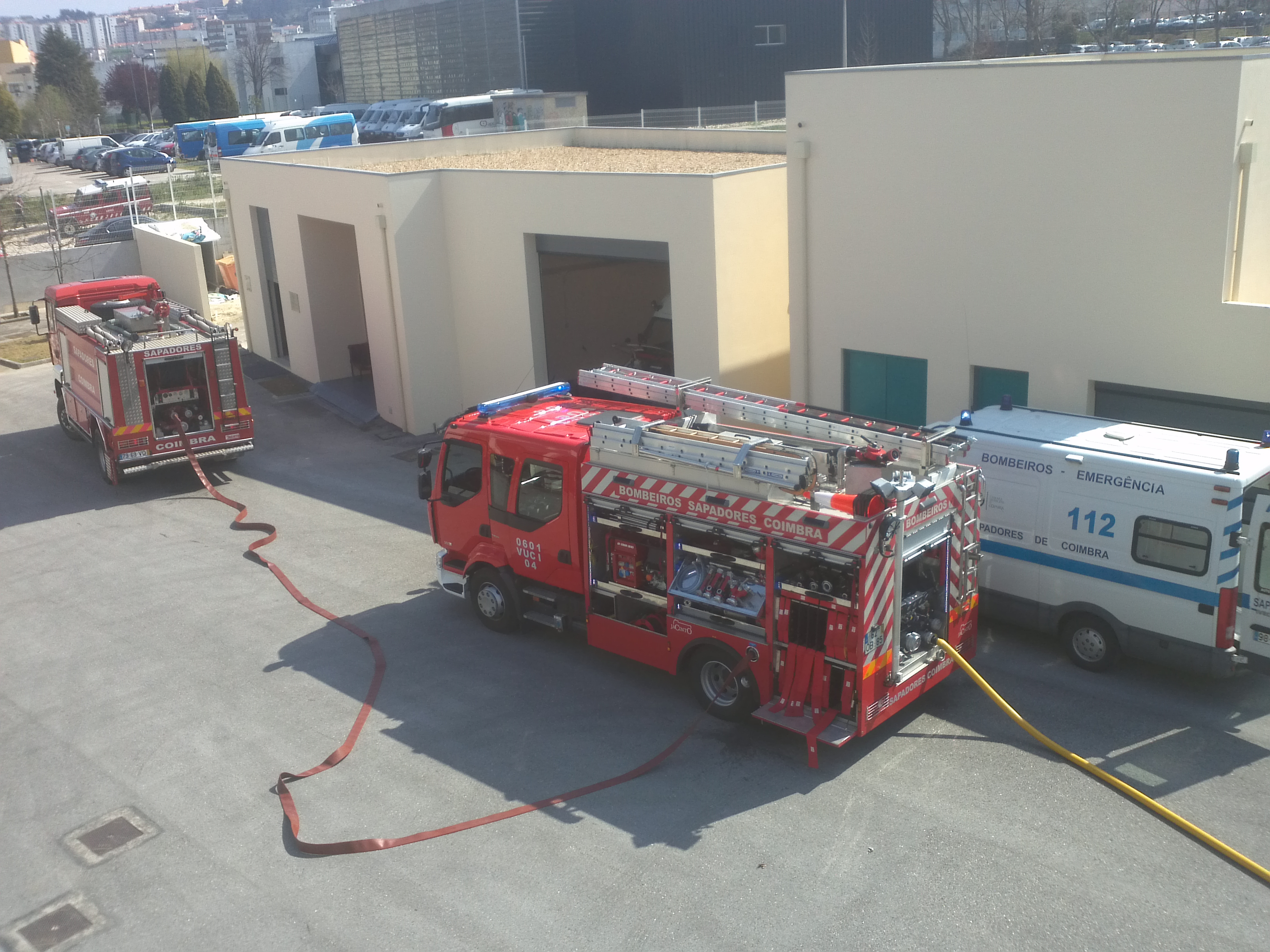
233º Aniversário (2014) - Simulacro

- 2 VFCI (Veículo Florestal de Combate a Incêndios)
- 1 VECI (Veículo Especial de Combate a Incêndios)
- 1 ARFF (Veículo de Combate a Incêndios em Aeronaves)

Acidentes
- 1 VSAE (Veículo de Socorro e Assistência Especial)

Matérias Perigosas
- 1 VPME (Veículo de Protecção Multi-Riscos Especial)

Mergulho 

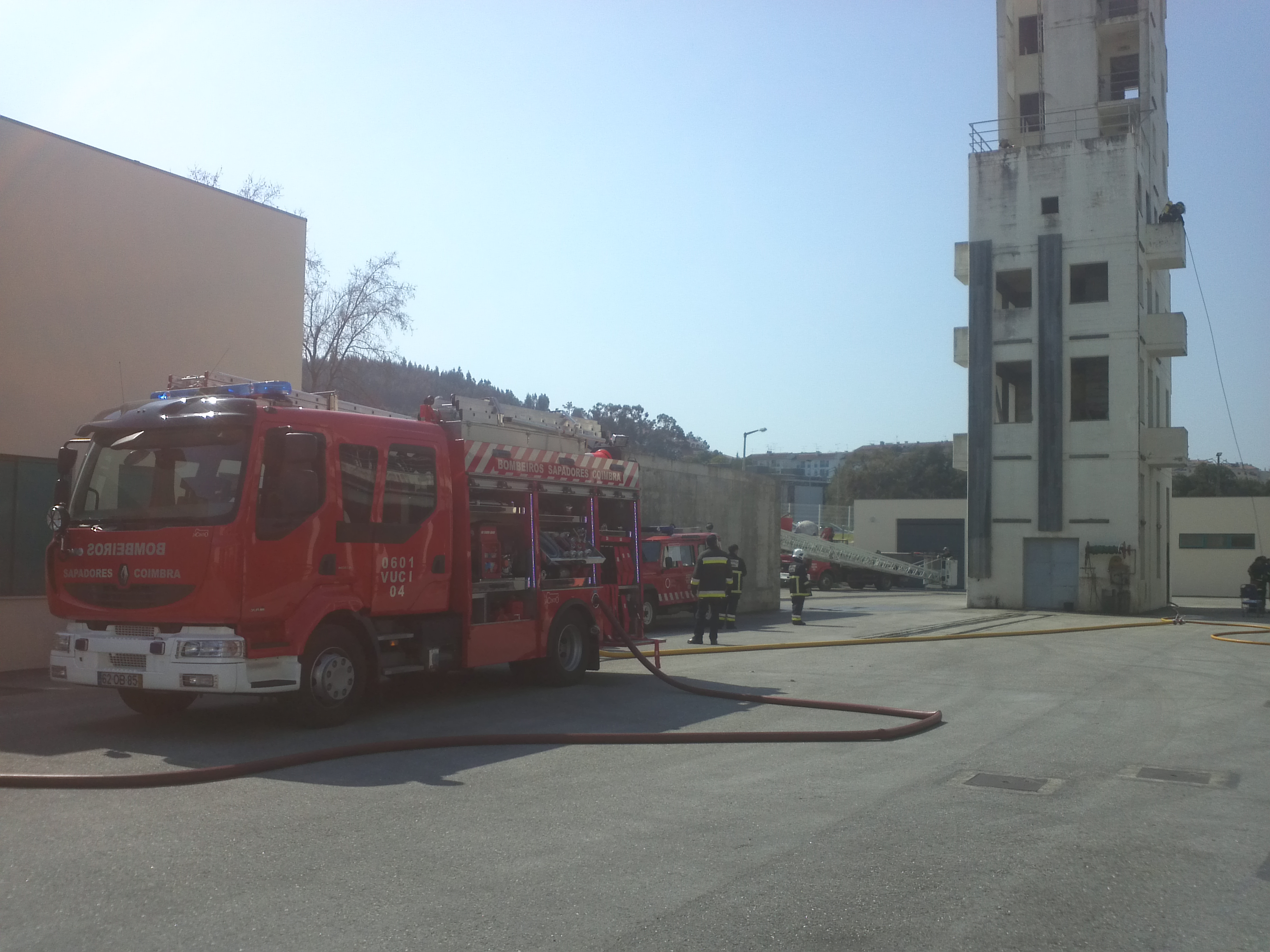
233º Aniversário (2014) - Simulacro

- 1 VAME (Veículo de Apoio a Mergulhadores)
- 1 BRTP (Bote de Reconhecimento e Transporte Pneumático)
- 1 BRTS (Bote de Reconhecimento e Transporte Semi-rígido)
- 1 LTGR (Lancha de Transporte Geral)

Apoio
- 1 VE30 (Veículo com Escada 30 Mts.)
- 1 VP20 (Veículo com Plataforma 20 Mts.)
- 3 VTTR (Veículo Tanque Táctico Rural)
- 5 VETA (Veículo com Equipamento Técnico de Apoio)
- 2 VOPE (Veículo para Operações Específicas)
- 1 VTPG (Veículo de Transporte Geral)
- 1 VTPT (Veículo de Transporte Táctico)

## Galeria
Algumas das Viaturas da CBS:
|  |  |  |  |  |  |

|  |  |  |  |  |  |

|  |  |  |  |  |  |

|  |  |  |  |  |  |

|  |  |  |  |  |  |